# José Manuel Jiménez Ortiz
José Manuel Jiménez Ortiz znany także jako Mané (ur. 21 grudnia 1981 w Kadyksie) – hiszpański piłkarz grający na pozycji obrońcy. Jego obecnym klubem jest UD Almería.